# Smallville (3. évad)
|  | Alább a cselekmény részletei következnek! |

| é./r. | Cím                |
| ----- | ------------------ |
| 3.01  | Menekült           |
| 3.02  | Főnix              |
| 3.03  | Leszámoló hadjárat |
| 3.04  | Mély álom          |
| 3.05  | Perry              |
| 3.06  | Emlék              |
| 3.07  | Magnetizmus        |
| 3.08  | Szilánkok          |
| 3.09  | Feledés            |
| 3.10  | Vakság             |
| 3.11  | Törlés             |
| 3.12  | Aki látja a jövőt  |
| 3.13  | Sebesség           |
| 3.14  | Megszállottság     |
| 3.15  | Feltámadás         |
| 3.16  | Válság             |
| 3.17  | Az örökség         |
| 3.18  | Az igazság         |
| 3.19  | Emlékek            |
| 3.20  | Talizmán           |
| 3.21  | Cserbenhagyva      |
| 3.22  | Szövetség          |

## 3.01 Menekült (Exile)
Három hónap telt el, hogy Clark elhagyta Smallville-t. Metropolis-ban él, Kal néven. Hatalmas erejét pedig bankrablásra használja, mert életén eluralkodott a vörös kriptonit ereje, testét pedig folyamatosan kínozza a mellén lévő "S" alakú heg, az ősei jele. Képességei felkeltik egy alvilági vezér, Morgan Edge figyelmét, aki munkát ajánl neki, el kell lopni valamit Lionel-től…
Lexről is kiderül, hogy eltűnt, feltételezhetően meghalt. Lionel nagyon elégedetlen Chloe munkájával. Lex temetésén ellenségesen viselkedik Helen-nel, akit fia meggyilkolásával vádol. Kiderül, hogy Helen még időben elhagyta a repülőt, miután a pilóta cserbenhagyta őket…
Lex azonban él! Nemrég épült fel a maláriából. Egy lakatlan szigeten van, egy másik számkivetettel, Louis Leery-vel.
Miután Jonathan megtudja hol van Clark elmegy az indián barlangba, s beilleszti az űrhajó kulcsát a zárba. Ott megszólal Jor-El hangja, s Jonathan feltöltődik Clark-hoz mérhető, hatalmas energiával. Rögtön Clark után megy, és szupersebességét használva kiugrik az emeleti ablakon, magával rántva Clark-ot…

## 3.02 Főnix (Phoenix)
Jonathan és Clark lezuhan a LuthorCorp földalatti épületébe. Itt harcolni kezdenek. Clark kerekedik felül, de ahelyett, hogy megölné Jonathan-t, elpusztítja a vörös kriptonit-gyűrűt. Ekkor eltűnik a heg a mellkasáról, valamint Jonathan ereje is megszűnik. Ketten visszatérnek Smallville-be. Hazatérve Clark rádöbben, hogy a fiola, amit Lionel-től lopott, nem más, mint az ő vére. Jonathan széttöri az üvegcsét. Később Edge Smallville-be jön, s túszul ejti Jonathan-t és Martha-t…
Eközben Lex visszatér Smallville-be és vitába keveredik apjával, aki elmondja neki Helen történetét a nászúton történt eseményekről. Helen azonban teljesen más történetet mesél el Lex-nek.

## 3.03 Leszámoló hadjárat (Extinction)
Mialatt Lana úszik a medencében, egy kétéltű kriptonit-fertőzött megtámadja. Azonban valaki lelövi a támadót. Clark rájön, a megmentő nem más, mint Van McNulty. A fiú kriptonit-fertőzött embereket gyilkol le. Mindezt azért teszi, mert Tina Greer (Röntgen, Ábrázat)megölte az apját…
Miután Clark megmenti Lex életét (Van őt is meg akarta ölni)rájön, hogy Clark-nak fájdalmat okoz a zöld kriptonit. Ezért kriptonit-golyót készít a fegyverébe, s lelövi vele Clark-ot…
Chloe megkísérel felmondani Lionel-nek, azonban az idősebb Luthor közli vele, hogy ez esetben felmondana az apjának.
Ezalatt Lex kezdi úgy érezni, talán nem a véletlen műve, hogy túlélte a meteorzáport, a tornádót, valamint a repülőszerencsétlenséget. Átgondolja, hogy talán az ő képessége a sebezhetetlenség.

## 3.04 Mély álom (Slumber)
Clark meztelenül fürdik Lana-val a Kráter-tóban. Az idillt megzavarja egy fiatal lány, aki valami elől menekül. Clark elindul segíteni neki, de látja, amint elnyeli őt a föld. Másnap az iskolában ismét látja a lányt.
Eközben más furcsa dolgok is történnek: a szülei új autót vesznek neki, Chloe eltünteti a Furcsaságok Falát, Lana-val is minden túl jól alakul. De a legmegdöbbentőbb: Lex rájön Clark titkára, s mérhetetlen haragra gerjed ellene. A farmra sietve Clark ismét találkozik a lánnyal, aki elárulja a nevét: Sarah. Azonban hirtelen feltűnik egy rejtélyes vörös köpönyeges alak, aki megtámadja mindkettőjüket. És elnyeli őket a föld… Ekkor Clark fölébred. Az egész csak álom volt. Clark egy egész álló napon keresztül aludt. Kiderül, hogy Sarah a szomszédban lakik, és kómában van…
Ezalatt Lionel pszichiátriai vizsgálatra kötelezi Lex-et, aki a kezdeti idegenkedés után elvállalja a felmérést

## 3.05 Perry (Perry)
Egy meteorit csapódik a Napba. Ez napkitöréseket eredményez, amelyek megzavarják Clark képességeit. Ezzel Clark veszélyezteti egy autós életét. A balesettől csak képességeivel tudja megmenteni a sofőrt. Azonban ez felkelti az igencsak ittas sofőr érdeklődését. Merthogy a sofőr riporter. A neve: Perry White…
Perry azért jött Smallville-be, hogy felderítse a meteoreső óta megesett különös eseményeket…
A riporter figyeli Clark-ot, aki a napkitörések miatt képtelen elrejteni erejét.
Perry egy öngyilkossági kísérlettel előcsalogatja Clark-ot. Amikor azonban Clark a napkitörések miatt az incidens alatt megsérül, Perry elismeri: tévedett. Felhagy az ivással, s elhatározza: visszatér Metropolis-ba.
Ezalatt: Lex találkozik a pszichiáterével, dr. Clarie Foster-rel. Lex később ki akarja rúgni, amikor a doktor feltárja gondjait. Azonban lehiggad, s elismeri: szüksége van a kezelésekre.

## 3.06 Emlék (Relic)
Lana nagybátyja ártatlanul börtönbe került, amikor negyven évvel korábban megvádolták, hogy megölte a feleségét. A nagybácsi most talál egy képet arról az emberről, aki szerinte a valódi gyilkos. Lana a képet látva szinte sokkot kap. A gyanúsított éppen úgy néz ki, mint Clark.
Miután Clark mindezt megtudja, talál egy kriptoni medált a barlangban, amelyből kiderül, hogy a férfi nem más, mint Jor-El, aki már járt a Földön Clark érkezése előtt…
Jo-nak rövidítette a nevét. Amikor Smallville-ben volt, megtetszett neki egy nő, Louise. Megmentette őt az utcán egy rablótól. Jo és Louise rögtön egymásba szerettek, de Louise egy lövöldözés során meghal. A férje látja a tett helyszínén Jo-t, aki ekkor elmenekül. Egy házaspár segít neki: Hiram Kent és a felesége. Ezek után Clark rájön: nem véletlenül, hogy Jonathan és Martha Kent találtak rá…
Eközben Lex is megtudja, hogy a nagyapját letartóztatták negyven évvel ezelőtt. Nyomozni kezd a nagyszülei halála körülményeit illetően, és sok dolgot megtud a nyomozótól, akit ő bérelt fel…

## 3.07 Magnetizmus (Magnetic)
Seth-nek tetszik Lana, ezért egy rendezvényen kivételezik vele, ami nem tetszik egy nehézfiúnak. Ezért nekiesik, és leüti egy hó gömbbel, amiben kriptonit darabok vannak. Ezután Seth egy mágneses kísérlet következtében , különleges képességekre tesz szert. Az akaratával tudja a fémtárgyakat mozgatni és az emberek érzelmeit is befolyásolhatja. Így Lana-nak hirtelen megtetszik Seth, persze manipulálás alatt. Clark ezt rossz szemmel nézi….
Seth megmutatja Lana-nak a képességeit. És miután Clark nem szál le róluk, el akar menni Seth-el. Clark azonban a
hőlátásával megolvasztja Lanáék előtt az aszfaltot, amibe a Seth sportkocsija beleragad. Lex pedig hívja a seriffet. Seth-nek sikerül megfutamodnia, Lanát azonban letartóztatják.
Eközben Lex rájön, hogy Chloe Lionel múltjában kutat. Miután valaki megöli Lex nyomozóját, figyelmezteti, hogy hagyja abba a nyomozást, különben ő is arra a sorsa jut.
Közben Seth kiszabadítja Lanát a cellájából, és elviszi egy raktárba. Clark egy iránytű segítségével jön rá, hogy Seth-ék hol rejtőznek. Clark és Seth mágneses párbajba bonyolódnak, de végül Seth marad alul, mert Clark elektromossággal megfosztja őt a képességeitől. Lana bocsánatot kér Clarktól.
Eközben Chloe átgondolja a dolgot, megkéri Lex-et, hogy segítsen neki. És Morgan Edge neve is feltűnik a beszélgetésük során, aki nem más, mint Lionel gyerekkori barátja…

## 3.08 Szilánkok (Shattered)
Lex felfedezi Morgan Edge rejtekhelyét (aki átplasztikáztatta magát). Rákényszeríti, hogy mesélje el, hogyan ölte meg Lionel a szüleit. Ám mielőtt Lex átadhatná őt a hatóságoknak, merényletet áldozata lesz a Luthor-kastélyban. Menekülés közben kiugrik az ablakon. Elmegy Clark-hoz segítséget kérni.
Clark visszatér a Luthor-kastélyba, ahol semmi furcsaság nincs, de talál egy üvegszilánkot, ami abból az ablakból származhat, ahonnan Lex kiugrott, de most egyben van.
Lionel elmegy a Kent-ekhez, megkérdezi Clark-ot hogy nem látta-e Lex-et. Elmeséli nekik, hogy Lex a szigeten töltött időszakban maláriát kapott, ezért az elméje megzavarhatja, veszélyes lehet. Lana megsérül miközben Lex-re vigyáz, szinte megbénulva viszik kórházba.
Lex elmegy Morgan Edge-hez aki mindent elmesél neki, hogy az apja találta ki az egészet, hogy állítsák be Lex-et őrültnek és akkor senki sem fog hinni neki. Lex meg akarja ölni őt, és amikor Edge szökni próbál a kocsijával, Lex rálő, és csak úgy tudja Clark Lex-et megmenteni, hogy a titkát felfedi előtte. Lex miután teljesen kiborul Clark-ot látva, elmegyógyintézetbe viszik, mondván ott a legjobb neki.
Amikor Clark meglátogatja Lana-t a kórházban, azt mondja neki, hogy inkább nem megy többé közel hozzá…

## 3.09 Feledés (Asylum)
Lex továbbra is kezelések alatt áll. Az apja elektrosokk-terápiát akar alkalmazni, hogy a memóriáját töröljék.
Eközben három kriptonit-fertőzött (Eric: Pióca, Ian: Megtestesült tudathasadás, Van: Leszámoló hadjárat) elhatározzák, hogy bosszút állnak Clark-on…
Amikor Clark megtudja, hogy Lionel elektrosokk kezelést akar, kiszabadítja Lex-et, de ekkor a mutánsok elkapják Clark-ot, és Eric újra átveszi az erejét, mivel így Eric-nek is ugyanaz a gyenge pontja, Clark-nak nem nehéz visszaszerezni a képességeit.
Clark siet, hogy meg tudja állítani Lionel-t, de sajnos későn érkezik, Lex minden memóriáját kitörölték.
Ezek után Lionel egyik embere mutat egy videófelvételt, amin Lex ezt mondja Clark-nak: „Tudom a titkodat, Clark…”
Mindeközben Lana a kezelések alatt megismerkedik Adam-mel, akivel nagyon jóban lesz.

## 3.10 Vakság (Whisper)
Amikor Clark megkísérel megakadályozni egy rablást, egy kriptonitról visszavetül szemére a hő látása. És ennek eredményeképpen átmenetileg megvakul. Azonban a teste erre reagálva szuperhallást fejleszt ki. Azonban ezt még irányítani is kell, mivel Pete-t elrabolják. És aki elvitte az nem más, mint a társa annak a férfinak, akit elkaptak a rablás közben. Ha nem ejtik a vádat a férfi ellen, akkor megölik Pete-t.
Clark mindent megtesz, hogy megtalálja. Amikor a városban járnak, felismeri annak a kocsinak a hangját, amelyikkel Pete-t elrabolták. Felmászik a kocsi hátuljára. Elmegy oda, ahol fogva tartják Pete-t, de lebukik az emberrabló előtt, aki egy lángvágóval támad rá, és ennek következtében Clark már homályosan lát. Az emberrabló elviszi Pete-t egy roncstelepre, ahol megpróbálja megölni, de Clark még időben odaér.
Clark új képessége révén kihallgat egy telefonbeszélgetést Lionel és Chloe között, akik épp vitatkoznak: Chloe nem akar tovább Clark után nyomozni. De Lionel egy teljes cikket akar Clark-ról. A beszélgetésük során Lionel azt is elmeséli, hogy mire akarja Lex-et használni a vállalatnál, és ezt Clark el is meséli Lex-nek. Erre Lionel azt hiszi, Chloe elmondd minden beszélgetést, ami kettőjük között folyik.
És ekkor Lionel súlyosan megfenyegeti Chloe-t…
Hirtelen elveszíti a Daily Planet-nél a rovatát és még az apját is kirúgják…
Még ebben a részben Lana elmeséli Clark-nak, hogy megismerte Adam-et a kórházban és még nem tudja mi lesz kettőjük között…

## 3.11 Törlés (Delete)
Lex találkozik egy Molly nevű nővel, a LuthorCorp-ban, aki technikusnak adja ki magát. De ő csak azért ment oda, hogy a Fáklya gépeiből (amit a LuthorCorp visszavett) kivegye winchestereket.
Chloe-t megtámadja valaki a parkolóban, és az a valaki nem más, mint Clark Kent. Chloe azt hiszi bosszút akar állni, amiért nyomozott utána, de Clark semmire sem emlékszik abból, hogyan került oda. Az utolsó emléke az volt, hogy a könyvtárban tanult.
Chloe és Clark nyomozni kezdenek és találnak egy e-mailt, amit pont a baleset előtt nyitottak meg, de Clark nem emlékszik rá. Az e-mailt nem lehet megnyitni. És ezt Molly küldte.
Mivel Clark-al nem járt szerencsével a legközelebbi e-mailt Lana-nak küldi. Ő is rátámad Chloe-ra, de Adam közbeavatkozik, és így megmenti őket.
Adam segítségével kiderítik, hogy a levelek Chloe gépéről jöttek. Clark Lionel-t gyanúsítja.
De kiderül, hogy Molly dr. Garner (2. évad 8. rész: Ryan) páciense volt, és úgy érzi tartozik Garner-nek azzal, hogy segít neki, mivel Chloe-nak van annyi anyaga a Summerholt ellen, hogy becsukassa…
Kiderül, hogy Molly dolgozta ki a programot, ami hipnotizálja az embereket és a következő e-mailt már el is küldte a Kent szülőknek, akik szintén rátámadnak Chloe-ra, de Clark időben odaér.
Eközben Lana felajánlja a Talon feletti lakást Adam-nek.
Még ebben a részben Lex Dr.Garner segítségét kéri, meg kell tudnia miért felejtette el, azt a 7 hetet…

## 3.12 Aki látja a jövőt (Hereafter)
Jordan fél az emberek közelébe menni, mert ha hozzájuk ér meglátja, hogyan halnak meg…
Clark megtudja Jordan titkát. És amikor Jordan próbál szólni Megan-nek, hogy a napokban meg fog halni, Clark hisz neki. Elmeséli mit látott: tüzet, füstöt, amikor Megan-t megérinti. El akarnak menni hozzá, de mire odaérnek, kiderül, hogy Megan eltűnt. Jordan a gyanúsított…
Mindeközben Adam-nak rémálmai vannak, amire Lana és Lex is felfigyel. És Chloe is gyanakodni kezd, amikor látja, Adam beinjekciózza magát valamivel…
Még ennek a résznek a végén Clark rátalál Jonathan-ra a csűrben, aki a földön fekszik…

## 3.13 Sebesség (Velocity)
Jonathan kórházban van és Clark ezért magát hibáztatja, ha nem megy el Metropolis-ba, mindez nem történik meg. De az apja meggyőzi, nem az ő hibája ez az egész.
Eközben Pete egy gyorsulási versenyen összetűzésbe kerül Dante-val (aki meteoritot használ a versenyeken, ezért a kocsik igen gyorsak), kénytelen kifizetni 20 000 dollárt. Ekkor Pete Clark-hoz megy segítségért; a képességeivel sikerülne legyőzni Dante-t. De Clark kitalál valamit, hogy ne kelljen a képességeit mások előtt felfednie. Ellopja Lex Porsche-ját és azt mondja, versenyezzenek Dante-val, és ha Pete nyer, akkor elengedi a tartozást, ha nem, akkor övé a Porsche.
Lana Adam után nyomoz, és kideríti, hogy ő már egyszer meghalt májbetegségben, ráadásul nem is így hívják. Adam megkéri, ne árulja el senkinek a titkát…
Chloe és Lex is nyomoz utána. Chloe egy fiolát is talált, amit elvitt elemzésre. Kiderül, hogy az egy szérum, amiben vérlemezkék vannak.
Az is kiderül, hogy Dr.Tang foglalkozott Adam-mel amikor kórházban volt. Lex elmegy meglátogatni őt…

## 3.14 Megszállottság (Obsession)
Clark és az osztálytársai a LuthorCorp-ba tesznek egy kirándulást. Eközben Clark kénytelen felfedni Alicia (új osztálytárs) előtt a titkát. Azonban kiderül, Alicia-nak is vannak különleges képességei. Képes teleportálni magát, és akihez, vagy amihez hozzáér. Clark úgy érzi, összekötik őket a képességeik. Ezért randevúra hívja Alicia-t, ami jól alakul, de a dolgok ezután eldurvulnak
Eközben Lana kutat Adam dolgai között és kiderül, hogy naplót vezet róla és Clark-ról. Lana erre ki akarja dobni Adam-et, de a dolog nem olyan könnyű, ezért Lex-hez megy segítséget kérni. Adam ekkor eltűnik, és nem Lex jóvoltából. Kiderül, hogy Lionel fogva tartja őt (Adam a kísérlete része), és meg akarja tőle vonni a gyógyszert, ami neki a halált jelenti…

## 3.15 Feltámadás (Resurrection)
Jonathan-nak át kell esnie egy szívműtéten, hogy jobban legyen. Clark kihallgatja az orvost és így ő is megtudja. Jonathan még nem döntött, vállalja-e a műtétet vagy sem, de a fiával való beszélgetése után belemegy.
Közben Clark Garet-tel is beszélget, aki a bátyja, Vince miatt van bent a kórházban, új máj kell neki, mert ha nem kap, akkor meghal. Mivel nem tudnak donort találni, ezért Vince meghal a kórházban.A holttestét elszállítják dr. Tang-hez, aki bead neki a szérumból és ennek következtében Vince feltámad…
Még ebben a részben dr. Tang elviszi Adam-hez Lex-et, mert ő ad neki gyógyszert. Adam nagyon rossz állapotban van, szüksége van a gyógyszerre, amiből kevés van.

## 3.16 Válság (Crisis)
Clark és Pete a krízisvonalhoz mennek, amikor csörög ott egy telefon, Clark felveszi, és Lana ijedt hangját hallja, de mielőtt a vonal megszakad egy lövést is hall. A Talon-ba érve ott találja Lana-t Chloe társaságában. Lana-nak kutyabaja.
Mivel a telefonhívást rögzítették, így ki tudtak szűrni egy-két dolgot. Egy férfihangot, és egy meccs közvetítését, rádióból. A meccs estére van meghirdetve. Ebből arra következtetnek, hogy a telefonhívás a jövőből jött. A férfi hangja pedig Adam-é…
Közben Lex elárulja az apjának, hogy mindent tud a laborról és a szérumról. Fenyegeti az apját azzal, hogy az újsághoz fog fordulni; Lex azonban nem leállítani szeretné, hanem átvenni. Lionel erre az egész labort bezáratja, máshol akarja folytatni a kutatást.
Amikor dr. Tang be akarja adni Adam-nek a szérumot, közli vele, nem tud többet neki szerezni, Lionel mindent elvett. Ekkor Adam elveszi tőle a gyógyszert és megöli, aztán elszökik; szérum kell neki, különben 12 órán belül meghal.
Mindeközben Lex-et gyilkossággal vádolják, de a Szövetségi Nyomozóirodámak felajánlja, hogy segít nekik elkapni az apját, ha ejtik a vádakat.
Még ebben a részben megtudjuk, hogy Lionel gyógyíthatatlan májbetegségben szenved…

## 3.17 Az örökség (Legacy)
Jonathan furcsán viselkedik, éppen a tetőn dolgozik, amikor meghallja, hogy a kulcs hívja; és amikor Clark megkérdezi mi történt Kal-El-nek szólítja. Ezért Clark elmegy a barlanghoz, hogy beszéljen Jor-El-lel, de ezt Lionel félbeszakítja. Amikor Clark elmegy Lionel észreveszi a nyolcszögletű mélyedést a barlang falán, ami eddig nem volt ott…
Lex felfigyel, hogy apja nagyon foglalkozik a barlanggal, a beszélgetésük során kiderül, hogy Lex-en van egy poloska, ami az FBI-jal van összeköttetésben. A beszélgetésben Clark neve is előfordul, ezért a Szövetségi Nyomozóiroda gyanakszik és Lex megfenyegeti őket, hogy hagyják békén Clark-ot, neki ehhez semmi köze.
Ebben a részben Lionel és Clark is meglátogatja dr. Swann-t.

## 3.18 Az igazság (Truth)
Chloe elveszi a LuthorCorp egyik alkalmazottjától a belépési kártyáját, és bejut a LuthorCorp-ba, ahol beszív egy gázt, és ennek következtében mindenkinek igazat kell neki mondani, akivel beszél.
Clark Chloe anyagai között talál egy Levitas kísérletet, és egy embert aki ezzel foglalkozott…
Eközben Chloe megkérdezi Lionel-t, hogy ő volt-e az aki megbízta Morgan Edge-t a szülei meggyilkolásával, Lionel elmondja, hogy ő volt az; az életbiztosítás miatt tette. Chloe ezt a beszélgetést rögzítette a hangpostájára, elkezdi zsarolni, de Lionel nem hagyja magát, ajánl egy üzletet neki, ha elmegy a Kent-ekhez és beszél velük Clark-ról akkor az apja visszakapja a munkáját…
A rész végén amikor Chloe le akarja hallgatni a Lionel-lel folytatott beszélgetését, kiderül, hogy eltűnt, helyette Lionel üzenete van rajta, hogy törölte a hangpostáját.

## 3.19 Emlékek (Memoria)
Lex-nek egyre több gyerekkori emléke visszajön, amióta dr. Garner-hez jár. Sok mindent megtudunk Lex gyerekkoráról.
Amikor Clark megtudja, hogy Lex a doktorhoz jár, figyelmezteti, hogy veszélyes, ekkor Lex elmondja neki, miért teszi ezt.
Clark beszél Lionel-lel, hogy állítsa meg Lex-et, különben rossz vége lesz, de Lionel semmit sem tesz az ügy érdekében, ekkor Clark elmegy a Summerholt-ba, hogy beszéljen Lex-el, de dr. Garner és az emberei elkapják; beleteszik abba a tartályba, amibe Lex-et is. És Clark meglátja az első emlékeit arról, hogyan érkezett a Földre…

## 3.20 Talizmán (Talisman)
Egy indián ellop a barlangból egy kést, ami olyan erőt ad neki, mint amilyen Clark-nak van. Ez a kés képes még Clark-ot is elpusztítani, az indián meg is próbálja vele megölni, de Jonathan megmenti Clark életét. Ekkor Clark elindul, hogy visszaszerezze a kést az indiántól.
Eközben Pete szülei azt tervezik, hogy elválnak…

## 3.21 Cserbenhagyva (Forsaken)
Miután úgy néz ki, Lana elmegy Párizsba tanulni, Clark úgy határoz, hogy elmondja neki a titkát…
De felbukkan Emily (Gyorsítás), aki elkapja Lana-t és bezárja őt egy üvegfallal körülvett szobába. Azt tervezi, ott tartja őt, hogy örökre a barátnők lehessenek…
Pete elmeséli Clark-nak, hogy az anyja elköltözik, és miután a Szövetségi Nyomozóiroda elkapja Pete-t, hogy kiszedjék belőle Clark titkát, úgy dönt az anyjával megy.
Chloe elmegy Lex-hez és elmondja neki, hogy a nagyszüleit az apja ölte meg, és erre van is bizonyítéka…

## 3.22 Szövetség (Covenant)
Amikor Smallville-be érkezik Kara, minden a feje tetejére áll.
Kara ugyanolyan erők birtokába van, mint Clark. Azt mondja ő is a Kripton-ról való és azért jött, hogy rávegye Clark-ot, teljesítse be a végzetét.
Eközben Lionel börtönben van és elmeséli Lex-nek, hogy milyen beteg, de ezzel nem hatja meg, nem segít neki kiszabadulni a börtönből.
Jonathan elmondja Martha-nak, mi volt az egyezsége Jor-Ellel.